# مایا ارسکین
مایا ارسکین (انگلیسی: Maya Erskine؛ زادهٔ ۷ مه ۱۹۸۷) بازیگر و نویسنده آمریکایی است. او به خاطر ایفای نقش مگی در مرد در جستجوی زن و میزو در سامورایی چشم آبی شناخته می‌شود. از سال ۲۰۱۹ تا ۲۰۲۱، او در مجموعه اصلی کمدی هولو به نام پن۱۵ ایفای نقش کرد. این مجموعه تحسین منتقدان را به همراه داشت و دو نامزدی جایزه در جوایز امی ساعات پربیننده دریافت کرد. در سال ۲۰۲۴، او در مجموعه اصلی آمازون پرایم ویدئو به نام آقا و خانم اسمیت در نقش جین اسمیت ایفای نقش کرد.